# Bachdenkmal (Weimar)

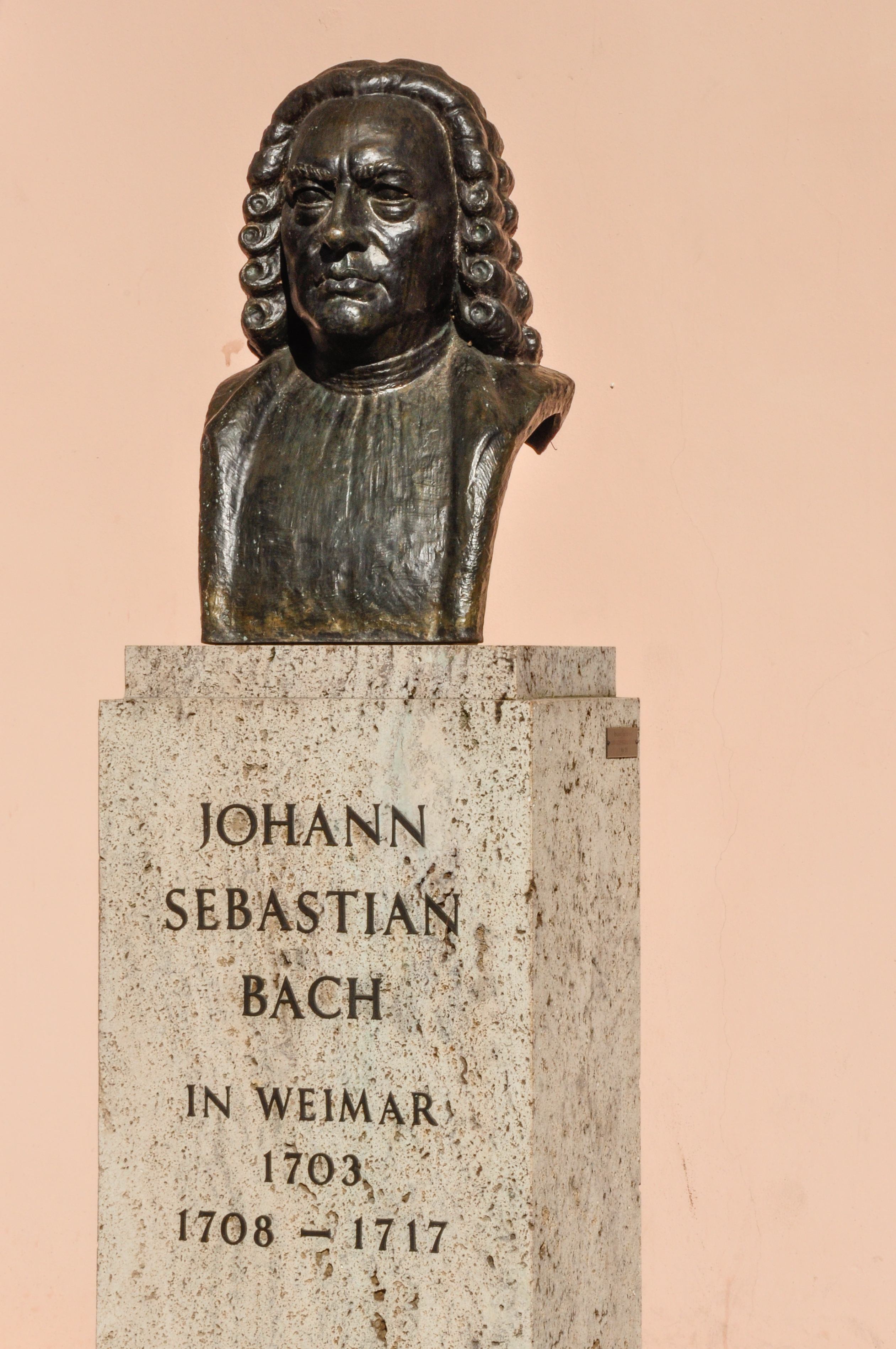
Bachdenkmal

Das Bachdenkmal für den Komponisten Johann Sebastian Bach in Weimar entstand 1950 anlässlich seines 200. Todestag und hatte mehrere Standortwechsel, bis es am Platz der Demokratie seinen definitiven Platz bekam. Es stand auch einmal am Markt 16, vor den Ruinen des Wohnhauses des Komponisten.
Es wurde im Bachjahr 1950 geschaffen, für das in Weimar ein nationaler Ideenwettbewerb ausgeschrieben wurde, doch von den 120 eingereichten Entwürfen gelangte keiner zur Ausführung. Als Interimslösung schuf der Bildhauer Bruno Eyermann die überlebensgroße Bronzebüste auf einem rechteckigen Travertinsockel, mit einer Inschrift des Namenszugs des Komponisten und dessen Wirkungsjahre in Weimar 1708–1717. Auch ein Aufenthalt von 1703 ist dem Sockel zu entnehmen. Es handelt sich um einen halbjährigen Aufenthalt in der Residenzstadt. Der Standort des Denkmals markiert zugleich den Ostflügel des Hotels Erbprinz, der im Zweiten Weltkrieg zerstört wurde. Zwei Jahre nach ihrer Einweihung später musste das Denkmal einem Bauvorhaben weichen. So wurde es zunächst in die Schlosskapelle und dann in die Staatliche Kunstsammlung verbracht. Im Jahre 1995 erfolgte schließlich die Neuaufstellung auf dem Platz der Demokratie, schräg gegenüber von Bachs ehemaligem Wohnhaus.